# Фасиоль, Лино
Лину Шмидек Машаду Фасиол (порт. Lino Schmidek Machado Facioli; род. 29 июля 2000 года) — британский  актёр. Известен по ролям Нэйплза в фильме «Побег из Вегаса», Лино в короткометражке Дэниела Флоренцио «Ужасно глубоко», и Робина Аррена в сериале канала HBO «Игра престолов».

## Фильмография
| Год         | Название                          | Оригинальное название | Роль                |
| ----------- | --------------------------------- | --------------------- | ------------------- |
| 2010        | Побег из Вегаса                   | Get Him to the Greek  | Нэйплз              |
| 2010        | Ужасно глубоко (короткометражный) | Awfully Deep          | Лино                |
| 2011 — 2019 | Игра престолов                    | Game of Thrones       | лорд Робин Аррен    |
| 2014        | Мальчик в зеркале                 | O Menino no Espelho   | Фернандо / Однанреф |
| 2019 — н.в. | Половое воспитание (сериал, 2019) | Sex Education         | Дэкс                |